# 米吉多地區議會
米吉多地區議會（羅馬化：Mo'atza Azorit Megido）是一個位於以色列北部區的地區議會。此地區議會的轄區地理涵蓋瑪拿西山和一部分耶斯列谷，往北有城市上约克内阿姆，向東有耶斯列谷和基利波山，向南是阿拉干谷，向西則緊鄰迦密山脈。
米吉多地區議會因其境內的聖經古城與世界遗产「米吉多」而得名，其轄下共有13個村莊，其中也包括當代以色列人在古城遺址附近興建的同名基布茲。

## 歷史

《約書亞記》記載的以色列十二支派領地分佈圖

米吉多地區議會是以色列現存地區議會中歷史最悠久的之一，其建立於1945年，比以色列國建國還早了3年。此地區在1930年代時被猶太屯墾者稱為「以法蓮山脈」（הרי אפרים / Harei Efrayim）地區，以以色列十二支派中的以法蓮支派命名，並與周遭的基順（קישון / Kishon）和希列（הִלֵּל / Hillel）地區屬於拿哈拉集群（גוש נהלל / Gush Nahalal），一個英國託管巴勒斯坦底下的自治體。「以法蓮山脈」這個名稱之後在建立地區議會的會議上時被定居點代表們認為不合適，因為此地區根本就不在以法蓮支派曾經的領地之上。
隨著1940年希弗谷地區議會的成立後，拿哈拉集群的定居點也開始討論建立地區議會的想法，並提出了兩個方案：一是建立一個管轄所有定居點的地區議會，二是三個地區各自建立自己的地區議會。這項討論的問題是以法蓮山脈地區位近拿撒勒，而基順和希列地區則位在海法区，同時背後也有政治考量：以法蓮山脈地區的5個基布茲—米什马尔哈埃梅克、哈祖萊阿、埃因哈舒費特、拉馬特哈舒費特和達利亞—屬於國家基布茲運動，而其他拿哈拉集群的定居點均屬於以色列地工人黨（馬派）。
以法蓮山脈地區的居民最終決定成立一個獨立的地區議會。1944年10月，以法蓮地區定居點的代表們召開了成立地區議會的會議，並確定了初期預算。除了國家基布茲的五個基布茲以外，村莊約克內阿姆和兩個建造中的定居點埃因哈埃梅克和加勒埃德的代表也出席了這場會議。這場會議被言談報批評為過於草率，是對以法蓮地區人民的「分裂主義」。另一方面，以法蓮地區的人們聲稱這些說法毫無根據，因為這場會議也包括約克內阿姆的人們。
「以法蓮山區議會」（מועצת הרי אפרים / Mo'atza Harei Efrayim）最終於1945年年中正式成立，由來自埃因哈舒費特的亞伯拉罕·費恩（אברהם פיין / Avraham Fine）擔任首任議會首長，並於同年7月底舉行慶祝儀式。以法蓮山區議會成立時僅包括國家基布茲的五個基布茲，但在成立後議會立即決定讓埃因哈埃梅克和加勒埃德加入，而同一地區的約克內阿姆和沙阿爾哈阿瑪金則沒有加入，但仍與地區議會保持連繫。約克內阿姆到了1945年年底建立了獨立的地方議會。1952年，議會就上述的名稱爭議將以法蓮山區議會改名為「米吉多地區議會」，並於1954年得到政府命名委員會的正式承認。
如今在米吉多地區議會轄下的13個村莊中，基布茲米什马尔哈埃梅克是最早建立的（1926年），而莫沙夫米德拉赫奧茲則是最晚成立的（1952年）。1967年，上约克内阿姆從約克內阿姆分裂出去並成為一個城市，而約克內阿姆則變成一個莫沙瓦，並加入了米吉多地區議會。

## 教育
米吉多地區議會一共有三所小學，分別是位於以利亞金的「哈蒂克瓦」公立宗教小學（"בית הספר הממלכתי דתי "התקווה）、位於埃因哈舒費特的「歐林姆」公立小學（"הספר הממלכתיים "עומרים）和位於哈祖萊阿的「普拉金」公立小學（"הספר הממלכתיים "פלגים）。此外在埃因哈舒費特還有供整個米吉多地區議會的高中學生就讀的米吉多地區公立中学（בית חינוך מגידו / Megiddo Regional High School），一小部份住校學生就讀於該議會轄區之外的學校。

## 瑪拿西山生物圈保護區
瑪拿西山公園（希伯來語：פארק רמות מנשה，羅馬化：Park Ramot Menashe）是米吉多地區議會轄下的生態保護區，占地約84平方公里，其內有水源地、火山丘和考古遺址等景觀。議會於2006年向聯合國教科文組織（UNESCO）提案認證瑪拿西山公園為生物圈保护区。2011年6月，在完成所有必要的規劃後，UNESCO以瑪拿西山生物圈保護區（Ramot Menashe Biosphere Reserve）名義認證瑪拿西山公園為生物圈保護區，其範圍涵蓋整個米吉多地區議會，並要求議會居民維護人與周圍自然之間的平衡。這是以色列繼迦密山後第二個被UNESCO認證的生物圈保護區。
7座在第一次中东战争期間被以色列軍強制撤出居民的巴勒斯坦人村莊遺址也位於瑪拿西山公園中，分別是阿布舒沙、巴泰馬特、庫巴伊札、利哈尼亞、達利亞特勞哈、阿布祖拉克和卡夫拉因。

## 經濟
除了轄下各村莊的農業和其他產業外，米吉多地區議會還與上约克内阿姆以及德鲁兹村莊達利亞特卡爾邁勒和伊斯菲亞合作建立了梅沃卡梅爾（מבוא כרמל / Mevo Carmel）猶太-阿拉伯高科技工業園區，該園區將成為更大的新創村—約克內阿姆經濟體系的一部分。

## 轄下村莊

### 基布兹
- 達利亞（英语：Dalia, Israel）
- 埃因哈舒費特（英语：Ein HaShofet）
- 加勒埃德（英语：Gal'ed）
- 吉夫阿特奧茲（英语：Giv'at Oz）
- 哈祖萊阿（英语：HaZore'a）
- 米吉多
- 米什马尔哈埃梅克
- 拉馬特哈舒費特（英语：Ramat HaShofet）
- 瑪拿西山

| - 米德拉赫奧茲 - 以利亞金 | - 埃因哈埃梅克 | - 約克內阿姆 |

## 外部連結
- 官方网站 （希伯來語）